# Túneles de Rosario

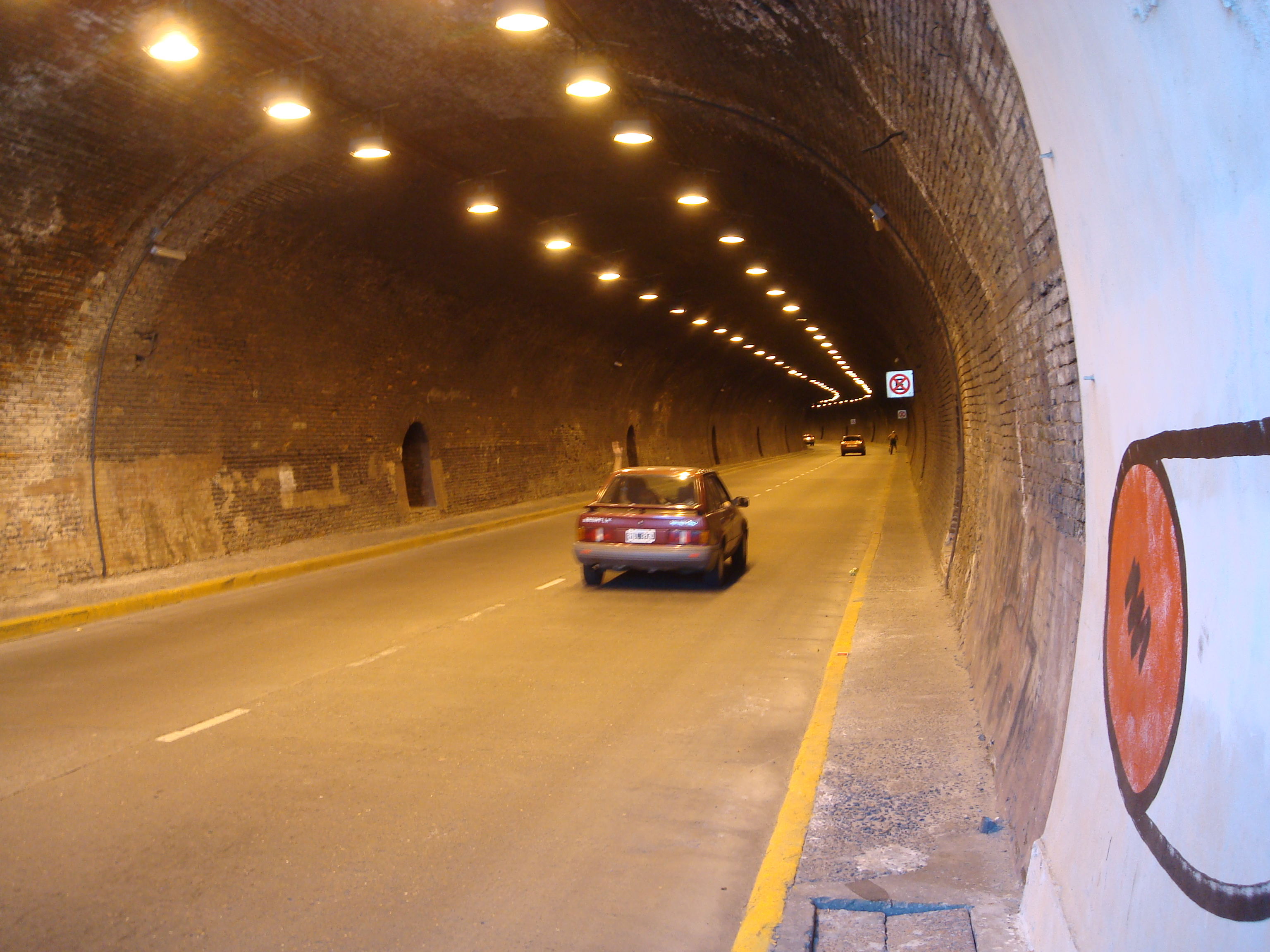
Túnel en Rosario bajo el Parque España.

En la ciudad de Rosario, provincia de Santa Fe, Argentina existen varios túneles subterráneos principalmente del siglo XIX y que atendieron a distintas funciones de la época. Y otros vehiculares, siendo el más importante el que fuera utilizado por los trenes de carga desde fines del siglo XIX hasta mediados del siglo XX, desde calle Sarmiento hasta la antigua Estación Rosario Central del FFCC Gral. B. Mitre (hoy convertida en La Isla de los Inventos).
La gestión del intendente Horacio Usandizaga, al impulsar la obra del Parque de España, incorporó para tránsito automotor ese antiguo túnel ferroviario. Y correspondió al siguiente intendente Héctor Cavallero inaugurar las obras completas, con circulación vehicular por debajo de este paseo, desde calle Sarmiento hasta calle España.
Los demás túneles, son zanjas revestidas en sus costados por muros verticales o taludes, construidos para el cruce de vías ferroviarias y calles.
- Tal el pasaje bajo nivel Celedonio Escalada para el tránsito vehicular entre Av. del Valle y Av. Caseros, cruzando por debajo de las vías férreas.
- El cruce diagonal de las vías del Ferrocarril Mitre por debajo de calles Lima y Humberto Primo.
- El construido por los ferrocarriles en calle Alem al 2600, en dirección a la zona portuaria.
- El paralelo al Bv. Avellaneda, después del Barrio Moderno.

Teniendo en cuenta que los orígenes de Rosario -ciudad sin fecha exacta de fundación- se remontan al siglo XVII, se cree puedan existir pequeños tuneles sellados, o sin concluir, en algunas partes de la ciudad subterránea que puedan remontarse a esos tiempos iniciales o a los que siguieron a la organización institucional de la ciudad a partir de 1730.

## Otros túneles
Los otros túneles son totalmente desconocidos, sin aparente interés popular:
- Edificio de la Empresa Provincial de la Energía (EPE) en Buenos Aires y Mendoza: es un "ducto eléctrico" o electroducto, desde el subsuelo desciende varios escalones, y se hace túnel abovedado, ancho de 1,60 m, dobla hacia Buenos Aires, y llega hasta Laprida. Conduce cables de media tensión. Hay una tapa-salida frente al teatro El Círculo.

- Sarmiento 300: "ducto" que, doblando a la derecha, llega hasta calle Tucumán.

- Antigua Usina de San Martín y Catamarca: subsuelo parcialmente inundado, deriva en dos túneles por debajo de Av. Costanera, y llega a la zona de muelles vecinos al Centro de Expresiones Contemporáneas. Se usaba para llevar materiales importados al depósito de la usina.

- Planta potabilizadora de barrio Lisandro de la Torre o Barrio Arroyito: el agua clorada ingresa a un ducto de 26 dm de diámetro, a 9 m de profundidad, va por Vélez Sarsfield, cruza la playa ferroviaria, sigue por Av. Ovidio Lagos hasta Bv. 27 de Febrero y llega a Dorrego y Ocampo, a uno (de fabricación rusa) de los tres grandes depósitos de la ciudad. En Vélez Sarsfield y Pasaje Vértiz hay un elemento metálico confundido como un "último" farol a gas, con la función de columna de ventilación del citado acueducto.

- Tomas Fhür, alemán visionario que instaló en Punta Barrancas (ex Pueblo Alberdi) la primera fábrica de tierra romana de Argentina, que se basa en la tosca. Existe un ducto cegado, tipo galería excavada en la barranca para extraer y acarrear la tosca. La leyenda urbana advierte que en sus ruinas vive el diablo.

- El Centro Universitario UNR, la llamada La Siberia ocupa entre otras construcciones, una exestación de FF.CC. con andén, galpones y edificio de administración. Era punta de rieles: finalizaba allí el tren recaudador, descargando el cofre de la recaudación diaria. Hay un túnel de ladrillos de l2 dm de ancho, que cruza por debajo del ingreso al Complejo Universitario y une el Instituto Superior de Música, salón de Biblioteca, con una oficina de la citada estación, ocupada hoy por anexos de la Facultad de Ciencias Exactas e Ingeniería. Trayecto total del túnel: 50 m; finalidad: evitar un asalto. Como testigo mudo de aquella época, junto a la escalera de ingreso de la Biblioteca, hay una puerta de acero de la caja fuerte empotrada, mostrando óxido perforante.

## Microcentro
Zona rica en ductos es el microcentro, por la longitud sobre el río y el perfil de desniveles de las barrancas, aptas para recibir estos túneles.
- Bajada Grande (hoy Sargento Cabral) (litografía de 1879 por el editor Fleury), era de tierra, con importantes construcciones para la época. En 1907, Santiago Pinasco y Cía. construye el edificio en Sargento Cabral N.º 36 al 98, que toma algo de la subida de Urquiza. Sobre la bajada, en el coronamiento dice: "casa fundada en 1850". Luego se instala la firma Rosenthal en el N.º 72, con entrada para carruajes a un patio posterior y salida en Sargento Cabral, vecino a la Costanera. El plano lado norte muestra una galería con arcos con ingreso a dos breves túneles hacia el Parque de España. Las galerías de ese complejo, pertenecieron en sus inicios a la firma Pinasco. La unión de ambos puntos es de 500 m. En 1960 se advertía un ingreso tapiado en la Av. Belgrano N.º 966, donde estaba la Boite "El Elefante Blanco", y luego "La Morena".

- El antiguo edificio de Tribunales Provinciales (incendiado en 2003), está unido por un túnel con la ex Jefatura de Policía para el traslado de presos encausados, por razones de seguridad

- Datos: Q6154743